# Цехин

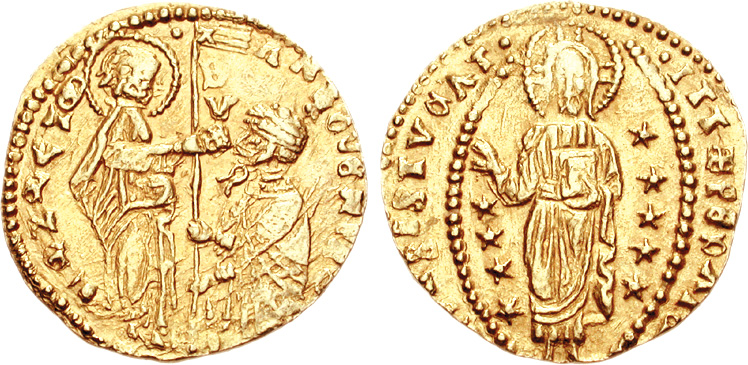
Цехин, Венеция, дож — Антонио Веньер, 1382 год

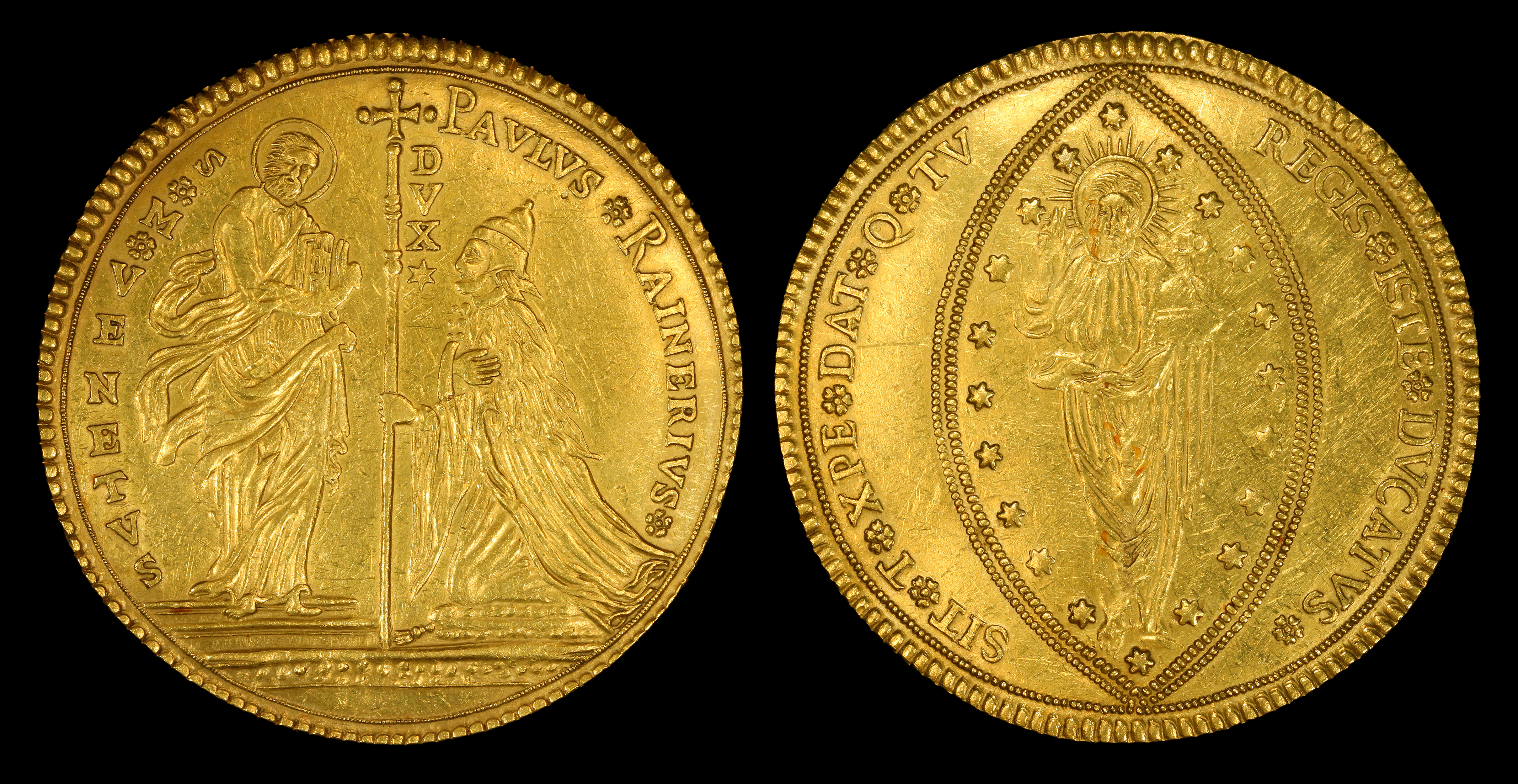
50 цехинов времён Паоло Реньера (1779-89), предпоследнего дожа Венецианской республики. Дизайн монеты оставался неизменным на протяжении 500 лет

Цехи́н (итал. zecchino от zecca «монетный двор») — золотая монета, чеканившаяся в Венеции с 1284 года до упразднения Венецианской республики в 1797 году.
На аверсе монеты был изображён Христос, на реверсе — коленопреклонённый дож, принимающий из рук святого Марка знамя. Круговая легенда на аверсе гласила: SIT TIBI CHRISTE DATUS, QUEM TU REGIS ISTE DUCATUS («Это герцогство, коим ты правишь, тебе, Христос, посвящается»). От последнего слова легенды произошло обиходное название монеты — дукат.
После того, как в 1543 году в Венеции стали чеканить серебряную монету, так же называвшуюся дукат (слово дукат здесь использовали в качестве денежно-счётной единицы), золотая монета стала называться цехин.
Вес (3,494—3,559 г) и качество монеты, чеканившейся из высокопробного золота (23,5 карата, что эквивалентно 980-й метрической пробе), оставались неизменными на протяжении пяти веков, что способствовало широкому распространению цехинов.
В Венеции чеканили дробные и кратные цехину монеты номиналом в 1/4, 1/2, 2, 3, 10, 12 и 100 цехинов.
Кроме Венеции, цехин чеканили также некоторые итальянские города, в том числе Лукка (1572), Генуя (1718), Рим, Болонья, а также Великое герцогство Тосканское и австрийская императрица Мария-Терезия для Ломбардии.